# Atélostéogenèse de type II
L’atélostéogenèse type 2 est un nanisme létal avec un faciès particulier. Le tableau clinique comprend par un raccourcissement des membres avec un crâne de taille normale, un pouce dévié rappelant l’aspect du pouce faisant de l’auto-stop, petit thorax avec un abdomen proéminent

## Description
La grossesse est souvent compliquée d’hydramnios
Le nouveau-né meurt rapidement après la naissance par hypoplasie pulmonaire et/ou trachéomalacie
- Faciès caractéristique comprenant :
  - Hypertélorisme
  - Hypoplasie mandibulaire
  - Épicanthus
  - Cou court
- Raccourcissement des membres surtout rhizomélique (atteignant le fémur et l’humérus)
- Crâne de taille normale
- Déformation des pouces caractéristique
- Petit thorax
- Abdomen proéminent
- Division labiale est quasi constante
- Kystes du pavillon de l'oreille dans 2/3 des cas
- Déviation cubitale des doigts
- Écart entre les 2e et 3e orteils
- Pied bot

## Diagnostic

### Clinique
Outre les signes cliniques, les radiographies osseuses permettent de retrouver des signes très évocateurs de la pathologie.

### Histologie
Retrouve les signes d’absence de protéoglycanes sulfate dans le cartilage. Le défaut d’incorporation du protéoglycanes sulfate peut être mis en évidence par la culture de fibroblaste.

### Génétique
- Hybridation in situ par fluorescence permet le diagnostic dans 65 % des cas en mettant en évidence les cinq mutations les plus fréquentes du gène SLC26A2.
- Analyse séquentielle permet le diagnostic dans 90 % des cas.

## Diagnostic différentiel
Outre les maladies qui sont en rapport avec la mutation du gène SLC26A2, les autres nanismes létaux peuvent être discutées principalement :
- Nanisme thanatophore
- Achondrogenèse

ainsi que les autres atélostéogenèses :
- Atélostéogenèse type 1
- Atélostéogenèse type 3

## Diagnostic prénatal

### Grossesse à bas risque
- Le diagnostic échographique est possible

### Grossesse à haut risque
- Le diagnostic par hybridation in situ par fluorescence est possible après biopsie de trophoblaste ou amniocentèse si la mutation est connue chez les parents

## Sources
- (fr) Site de renseignement sur les maladies rares et les médicaments orphelins
- (en) Online Mendelian Inheritance in Man, OMIM (TM). Johns Hopkins University, Baltimore, MD. MIM Number:www.ncbi.nlm.nih.gov
- (en) GeneTests: Medical Genetics Information Resource (database online). Copyright, University of Washington, Seattle. 1993-2005